# Climat de la Côte-d'Or
Pour un article plus général, voir Géographie de la Côte-d'Or.
Le climat de la Côte-d'Or est le climat pour le département français de la Côte-d'Or ; il est de type océanique à tendance semi-continentale.
L'influence océanique se traduit par des pluies fréquentes en toute saison et un temps changeant.
L'influence semi-continentale se traduit par des hivers froids avec des chutes de neige relativement fréquentes et des étés plus chauds que sur les côtes avec, à l'occasion, de très violents orages avec parfois de la grêle voire des débuts de tornades. L'amplitude thermique annuelle est parmi les plus élevées de France : 18 °C entre le mois le plus chaud et le mois le plus froid, contre 15 °C à Paris.

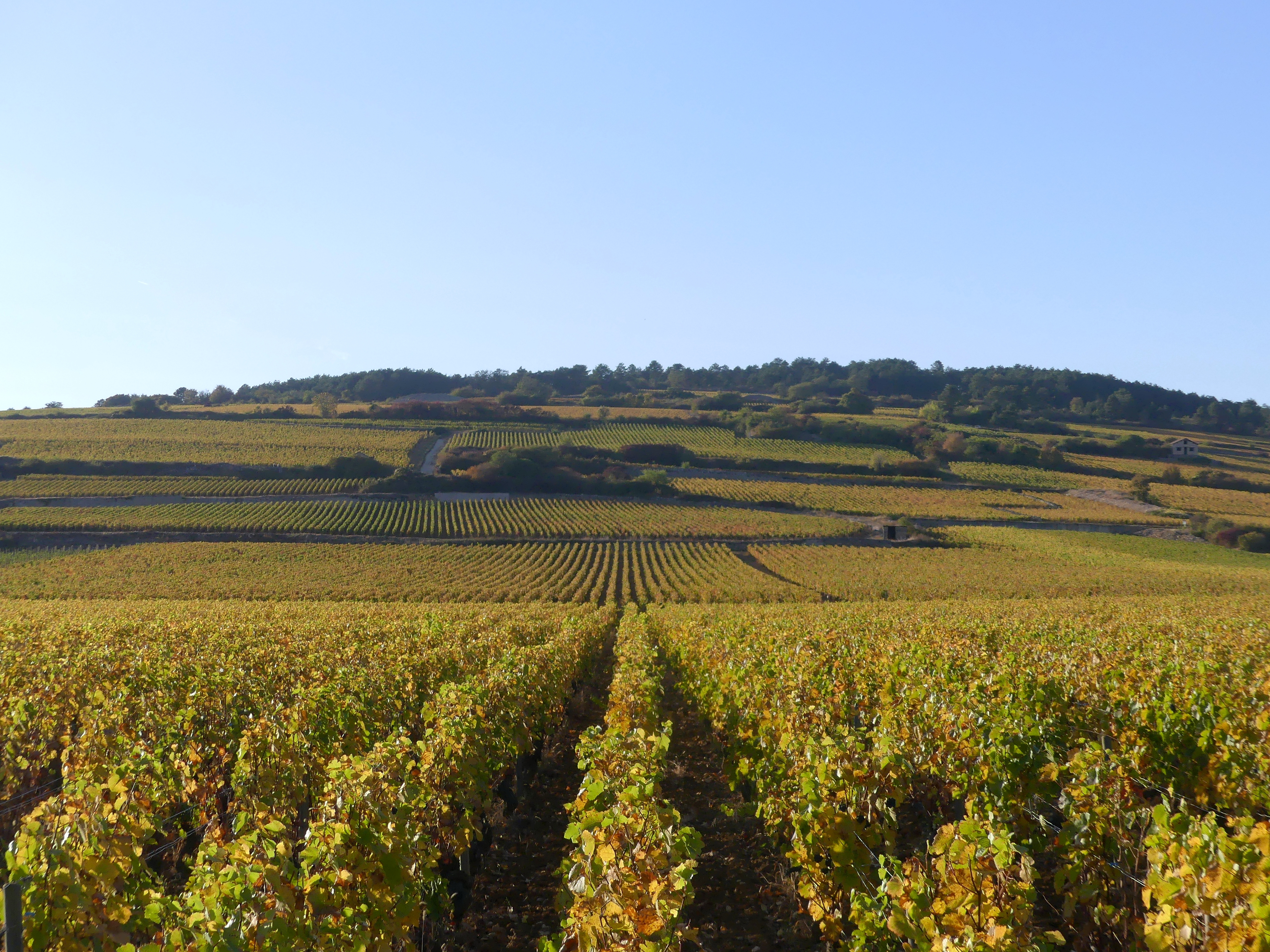
Vignobles à l'ouest de Beaune.

Ce caractère atypique est particulièrement propice à la culture de la vigne sur la côte d'Or. L'influence océanique garantit un apport en eau modéré mais régulier, ainsi qu'une douceur printanière favorable à la floraison. Forts de l'influence semi-continentale, les étés sont propices à la maturation, du fait des fortes chaleurs en journée, entrecoupées de nuits fraîches.

## Dijon
Le climat de Dijon est de type océanique à tendance semi-continentale. L'influence océanique se traduit par des pluies fréquentes en toutes saisons (avec néanmoins un maximum en automne et un minimum en été) et un temps changeant. L'influence semi-continentale se traduit par une amplitude thermique mensuelle parmi les plus élevées de France (18 °C contre 15 °C à Paris), des hivers froids, avec des chutes de neige relativement fréquentes, et des étés plus chauds que sur les côtes, avec à l'occasion de violents orages. C'est cette influence semi-continentale qui rend possible la culture de la vigne en Côte-d'Or. La façade ouest de Dijon, donnant sur la côte, est ainsi la zone la plus exposée à l'ensoleillement. Enfin, le brouillard est particulièrement présent à Dijon, l'humidité provenant du lac Kir en accentuant la formation.
La station Météo-France est à environ 7 km par la route au sud-est du centre de Dijon, à l'aéroport de Longvic,.
| Ville             | Ensoleillement · (h/an) | Pluie · (mm/an) | Neige · (j/an) | Orage · (j/an) | Brouillard · (j/an) |
| ----------------- | ----------------------- | --------------- | -------------- | -------------- | ------------------- |
| Médiane nationale | 1 852                   | 835             | 16             | 25             | 50                  |
| Dijon             | 1 849                   | 761             | 23,2           | 27,5           | 68                  |
| Paris             | 1 717                   | 634             | 13             | 20             | 26                  |
| Nice              | 2 760                   | 791             | 1              | 28             | 2                   |
| Strasbourg        | 1 747                   | 636             | 26             | 28             | 69                  |
| Brest             | 1 555                   | 1 230           | 6              | 12             | 78                  |
| Bordeaux          | 2 070                   | 987             | 3              | 32             | 78                  |

La température moyenne la plus basse est en janvier, la plus élevée en juillet. Janvier 1985 est très en dessous des normales avec une température moyenne de −4,2 °C et une température moyenne minimale de −7,7 °C. Le 9 janvier 1985, la température descend à −21,3 °C. 
Le 24 juillet 2019 a été mesuré un record avec 39,5 °C,.
| Mois                                             | jan.          | fév.         | mars          | avril        | mai          | juin         | jui.         | août         | sep.         | oct.         | nov.          | déc.          | année     |
| ------------------------------------------------ | ------------- | ------------ | ------------- | ------------ | ------------ | ------------ | ------------ | ------------ | ------------ | ------------ | ------------- | ------------- | --------- |
| Température minimale moyenne (°C)                | −0,8          | −0,4         | 2,4           | 4,9          | 9,1          | 12,3         | 14,5         | 14,3         | 10,9         | 7,4          | 2,8           | 0,3           | 6,5       |
| Température moyenne (°C)                         | 2             | 3,3          | 7,1           | 10,1         | 14,3         | 17,7         | 20,3         | 19,9         | 16           | 11,6         | 6             | 2,9           | 11        |
| Température maximale moyenne (°C)                | 4,8           | 7            | 11,8          | 15,2         | 19,5         | 23,2         | 26,1         | 25,6         | 21,1         | 15,7         | 9,2           | 5,6           | 15,4      |
| Record de froid (°C) date du record              | −21,3 09.1985 | −22 15.1929  | −15,3 11.1931 | −5,3 01.1931 | −3,3 01.1938 | 0,8 02.1936  | 2,8 18.1922  | 4,3 24.1922  | −1,6 24.1928 | −4,9 25.2003 | −10,6 27.1985 | −20,8 30.1939 | −22 1929  |
| Record de chaleur (°C) date du record            | 16,5 31.1948  | 21,1 27.2019 | 24,9 31.2021  | 29 17.1949   | 34,4 24.1922 | 37,3 27.2019 | 39,5 24.2019 | 39,3 12.2003 | 34,2 01.1926 | 28,3 12.1921 | 21,6 07.1955  | 17,5 16.1989  | 39,5 2019 |
| Ensoleillement (h)                               | 63,9          | 94,4         | 151,3         | 185,4        | 212,3        | 239,1        | 248,3        | 233,6        | 181,3        | 117,2        | 67,8          | 54,2          | 1 848,8   |
| Précipitations (mm)                              | 57,4          | 43,8         | 48,3          | 58,2         | 86,6         | 68,1         | 66           | 60,1         | 64,5         | 70,9         | 73,2          | 63,4          | 760,5     |
| dont nombre de jours avec précipitations ≥ 1 mm  | 10,9          | 8,5          | 9,7           | 9,7          | 11,3         | 9,2          | 8,2          | 7,7          | 7,9          | 10,1         | 11            | 11            | 115,3     |
| dont nombre de jours avec précipitations ≥ 5 mm  | 4,1           | 3,2          | 3,1           | 3,8          | 5,6          | 4,4          | 3,8          | 3,9          | 4            | 5,1          | 4,6           | 4,4           | 50        |
| dont nombre de jours avec précipitations ≥ 10 mm | 1,3           | 1            | 1             | 1,5          | 2,9          | 2,1          | 2            | 1,8          | 2,2          | 2,3          | 2             | 1,7           | 21,8      |

La rose des vents de Dijon montre une prédominance des vents assez forts de nord à nord-est caractéristiques de la bise d'hiver et aussi du sud. Les vitesses maximales moyennes de vent de plus de 80 km/h sont en moyenne de 4 jours par an.

## Beaune
Le climat de Beaune est de type océanique à tendance semi-continentale. L'influence océanique se traduit par des pluies fréquentes en toutes saisons (avec néanmoins un maximum en automne et un minimum en été) et un temps changeant. L'influence semi-continentale se traduit par une amplitude thermique mensuelle parmi les plus élevées de France, se caractérisant par des hivers froids avec des chutes de neige relativement fréquentes, et des étés plus chauds que sur les côtes, avec à l'occasion de violents orages. C'est cette influence semi-continentale qui rend possible la culture de la vigne dans la Côte-d'Or.
Données météorologiques de Savigny-lès-Beaune (station Avertissements Agricoles, ZI nord de Beaune) :
| Mois                                             | jan.          | fév.        | mars         | avril        | mai          | juin         | jui.       | août         | sep.        | oct.         | nov.         | déc.          | année      |
| ------------------------------------------------ | ------------- | ----------- | ------------ | ------------ | ------------ | ------------ | ---------- | ------------ | ----------- | ------------ | ------------ | ------------- | ---------- |
| Température minimale moyenne (°C)                | −0,3          | 0,4         | 3,3          | 6            | 10,2         | 13,4         | 15,5       | 15           | 11,6        | 8            | 3,3          | 0,7           | 7,3        |
| Température moyenne (°C)                         | 2,5           | 3,8         | 7,7          | 10,8         | 15,1         | 18,6         | 21         | 20,6         | 16,6        | 12,1         | 6,4          | 3,3           | 11,6       |
| Température maximale moyenne (°C)                | 5,3           | 7,3         | 12,1         | 15,6         | 20           | 23,7         | 26,6       | 26,1         | 21,6        | 16,2         | 9,6          | 5,9           | 15,9       |
| Record de froid (°C) date du record              | −20,5 09.1985 | −20 15.1956 | −11 07.1949  | −4,5 08.1956 | −2 04.1967   | 3 12.1955    | 5 08.1954  | 4,5 30.1956  | 0,5 30.1954 | −4,5 31.1950 | −9,5 30.1948 | −16,5 28.1962 | −20,5 1985 |
| Record de chaleur (°C) date du record            | 16 31.1948    | 21 28.1960  | 24,9 31.2021 | 28,7 26.2007 | 31,8 25.2009 | 37,5 27.2019 | 39 31.1983 | 39,8 12.2003 | 34 03.1962  | 29 04.1966   | 21,6 07.2015 | 17,9 16.1989  | 39,8 2003  |
| Précipitations (mm)                              | 59,2          | 49,3        | 49,9         | 59,9         | 76,5         | 65,6         | 59,8       | 52,7         | 62,6        | 73,6         | 74           | 66,5          | 749,6      |
| dont nombre de jours avec précipitations ≥ 1 mm  | 11,3          | 9,3         | 9,7          | 10,2         | 11,2         | 9            | 7,7        | 7,5          | 8,1         | 10,4         | 10,8         | 11,1          | 116,4      |
| dont nombre de jours avec précipitations ≥ 5 mm  | 4,5           | 3,4         | 3,2          | 4            | 5,4          | 4            | 3,4        | 3,7          | 3,8         | 5,2          | 4,7          | 4,8           | 50,1       |
| dont nombre de jours avec précipitations ≥ 10 mm | 1,6           | 1,3         | 1            | 1,7          | 2,3          | 2,1          | 2          | 1,8          | 2           | 2,4          | 2            | 1,8           | 22         |

## Montbard
| Mois                                             | jan.          | fév.          | mars          | avril        | mai          | juin         | jui.         | août         | sep.         | oct.         | nov.          | déc.          | année      |
| ------------------------------------------------ | ------------- | ------------- | ------------- | ------------ | ------------ | ------------ | ------------ | ------------ | ------------ | ------------ | ------------- | ------------- | ---------- |
| Température minimale moyenne (°C)                | 0,1           | 0,4           | 1,9           | 4,2          | 8,5          | 11,5         | 13,3         | 13           | 9,5          | 6,9          | 3,2           | 0,8           | 6,1        |
| Température moyenne (°C)                         | 3,6           | 4,5           | 7,1           | 10,1         | 14,3         | 17,7         | 19,6         | 19,3         | 15,2         | 11,8         | 6,9           | 3,9           | 11,2       |
| Température maximale moyenne (°C)                | 7             | 8,6           | 12,3          | 15,9         | 20,2         | 23,9         | 26           | 25,7         | 21           | 16,6         | 10,5          | 7             | 16,3       |
| Record de froid (°C) date du record              | −15,7 02.1997 | −14,5 05.2012 | −14,6 01.2005 | −6,7 08.2003 | −1,3 06.2019 | 1,8 04.2001  | 5,9 07.1993  | 3,7 30.1998  | 0,3 29.2002  | −6,9 31.1997 | −10,6 23.1993 | −16,7 20.2009 | −16,7 2009 |
| Record de chaleur (°C) date du record            | 17,3 05.1999  | 23,5 27.2019  | 26,4 31.2021  | 29,1 20.2018 | 32,4 28.2017 | 38,5 27.2019 | 40,7 25.2019 | 40,5 12.2003 | 35,2 14.2020 | 28,1 05.2018 | 24 08.2015    | 18,6 17.2015  | 40,7 2019  |
| Précipitations (mm)                              | 69,7          | 60,4          | 62,5          | 66,7         | 82,5         | 70,6         | 69,5         | 54,7         | 72,4         | 77,9         | 71,1          | 78,7          | 836,7      |
| dont nombre de jours avec précipitations ≥ 1 mm  | 12,2          | 10,8          | 11,4          | 10,3         | 11,9         | 9,9          | 8,7          | 8,4          | 9,5          | 11,6         | 12,5          | 13,2          | 130,4      |
| dont nombre de jours avec précipitations ≥ 5 mm  | 5,2           | 4,5           | 4,5           | 5            | 5,7          | 4,9          | 4,5          | 4            | 4,4          | 5,3          | 5             | 6,1           | 59         |
| dont nombre de jours avec précipitations ≥ 10 mm | 1,7           | 1,4           | 1,5           | 2            | 2,6          | 2            | 2,3          | 1,6          | 2,3          | 2,4          | 2,2           | 2,1           | 24,2       |